# La hechicera en palacio
La Hechicera en Palacio es una comedia musical enormemente popular con música de José Padilla, estrenada en el Teatro Alcázar de Madrid el 23 de noviembre de 1950 y libreto de Arturo Rigel y Francisco Ramos de Castro. La obra se mantuvo hasta junio de 1952 y se realizaron 1150 representaciones. De entre los números musicales destacan por su enorme popularidad La Novia de España y especialmente Estudiantina portuguesa.

## Argumento
La historia se desarrolla en el país imaginario de Taringia, que se dispone a celebrar el centenario de su fundación. Las circunstancias se complican ante la grave enfermedad del rey Cornelio V, de la que sólo podría recuperarse a través de las artes de la hermosa hechicera Patricia, cuyo hermano, sin embargo, se comenta erróneamente que fue mandado asesinar por el monarca. Patricia se infiltra en palacio, con el oculto deseo de salvar a su adorado Arturo Taolí, pirata ídolo del pueblo, pero sentenciado a muerte a instancias de la reina Deseada. Tras muchas peripecias, y derrocamiento de los monarcas, el amor termina triunfando en Taringia.

## Elenco
Al frente del reparto en el estreno, se situó la más aclamada representante del género, Celia Gámez, junto a Carlos Tajes, Olvido Rodríguez, Pepe Bárcenas, Olvido Rodríguez, Cipriano Redondo, José Santocha, Julián Herrera y Paquito Cano.
En 1985, se rodó una versión para televisión, en el espacio La comedia musical española, de TVE, protagonizado por Concha Velasco, Paco Valladares, Blaki, Francisco Cecilio, Alfonso del Real y Guillermo Montesinos.